# کاراک انگرن (گروه موسیقی)
کاراک انگرن یک گروه سیمفونیک بلک متال هلندی است که از سال ۲۰۰۳ در جریان است. این گروه دارای سه عضو ثابت با نام‌های «سرگور»، «آردک» و «نامتار» است؛ همچنین نوازندگان مهمان برای نواختن ویولون و گیتارکه برای اجرای زنده گروه را یاری می‌کنند.
نام گروه به معنای «آرواره‌های آهنین» در زبان «تالکین» اختراع نویسندهٔ داستان ارباب حلقه‌ها می‌باشد.

## موسیقی

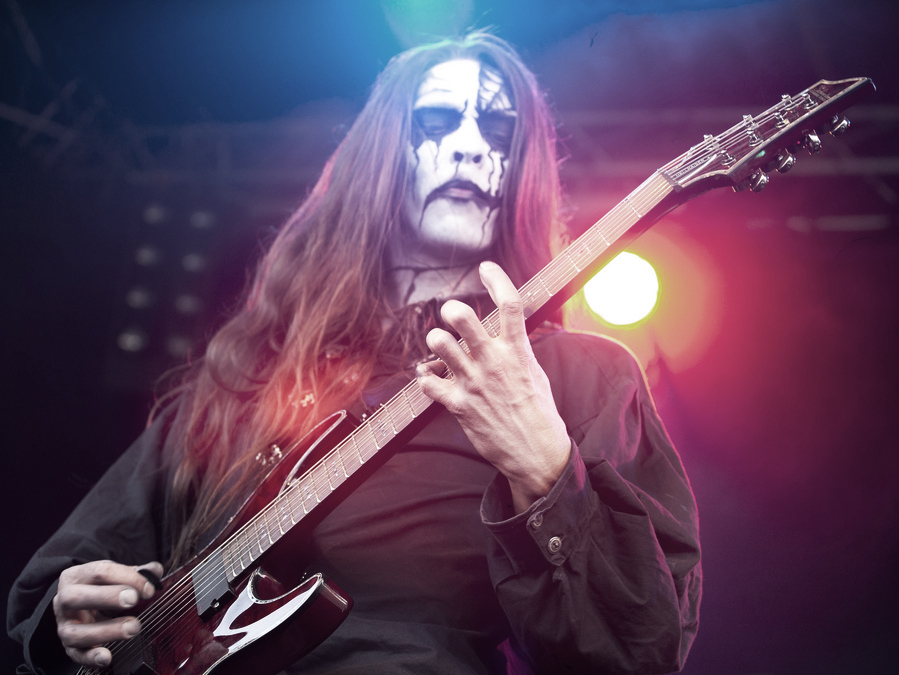
seregor

موسیقی این گروه با نوع خاص تنظیم، اپرایی بودن و استفاده از زبان‌های مختلف در اشعار از جمله فرانسوی، هلندی، آلمانی و انگلیسی شناخته می‌شود. خاص ادا شدن کلمات توسط «سرگور» دلیل تفاوت نسبت به سایر گروه‌های فعال در این سبک می‌باشد.
تمامی آلبوم‌ها داستان وار هستند و همگی باهم یک داستان را بیان می‌کنند؛ که از افسانه‌های "خانواده چیس والت" ، "بانوی قهوه ای پوش" ، " بانوی سفیدپوش" ، "هانسل و گرتل" و "هلندی سرگردان" گفته شده‌است.

## تاریخچه
دوپایه‌گذار این گروه در سال ۲۰۰۳ بسیار زود، خود گروه را ترک گفتند. پس از جایگزینی نفرات جدید، اولین دموی گروه در سال ۲۰۰۴ با نام «تراژدی چیس والت» که دربارهٔ افسانه‌ای از گنبد شکار (چیس والت) در مورد تابوت‌هایی که به‌طور اسرار آمیزی جابجا می‌شدند منتشر شد. «کاراک انگرن» سریعاً دست به کار شد و آلبوم چند آهنگه خود را یک سال بعد یعنی سال ۲۰۰۵ با نام «نهاد پوشیده طیفی» که دربارهٔ افسانه محلی روح «بانوی قهوه‌ای پوش» بود را روانه بازار کرد. این نقطه عطف کار این گروه بود. جایی که گروه توسط ناشرین مختلف دیده شد و سرانجام با «رسانه دیوانه کننده» قرارداد بست.
سال ۲۰۰۸ اولین آلبوم استودیویی کاراک انگرن با نام «بانوی سفید پوش» منتشر و با نقد مثبت مجله‌های موسیقی و پایگاه‌های موسیقی اینترنتی مواجه شد.«بانوی سفید پوش» از قرن هفدهم که دربارهٔ دختری است که در شهر Leiffartshof(اسخینولدز امروز...) زندگی می‌کرد و معشوقه دو پسر از نژادهای هوقنبوش و هوقنبوف آلمان بود پس از آنکه با آنان روابط مخفی برقرار کرد، پس از چندی قلعه به‌طور عجیبی آتش گرفت و آن دخترک مرد. پس از آن ، دو معشوقه به طرز عجیبی در جنگل آن شهر کشته شدند. بعضی دهقانان فرانسوی که لامندام را دیده بودند گفتند او هنگامی که شب فرا می‌رسد و ماه کامل است در جنگل پرسه می‌زند که در کلیسا اسم او از la dame blache به lammendam رسید. دو سال بعد در بیست و ششمین روز ماه فوریه سال ۲۰۱۰ دومین آلبوم استودیویی کاراک انگرن با نام «مرگ با یک کشتی خیالی آمد» منتشر شد که دربارهٔ داچمن پرنده است کسی که به خاطر لعنت مسیح و کشتن خدمه اش محکوم است تا ابد در دریاها شناور باشد … بعضی که آن کشی را دیده‌اند به سرنوشت مخربی دچار شده‌اند و گفتند که او با شیطان همدست شده است. اما این تازه آغاز کار کاراک آنگرن بود.

## اوج‌گیری
کاراک انگرن پس از گذشت دو سال از آلبوم «مرگ با یک کشتی خیالی آمد» توانست با عرضه آلبوم «جایی که جسدها برای همیشه در منجلاب غرق می‌شوند» که در آهنگ اول و آخر از شخصی گفته می‌شود که قرار است هفت برده از جنگ را بکشد و پس از آن ۷ صحنه دلخراش از جنگ او را تسخیر کرد که در آهنگ‌های ۲ تا ۸ آمده‌است، بار دیگر توجه رسانه‌های هنری فعال در موسیقی متال را جلب کند.
آلبوم «جایی که جسدها برای همیشه غرق می‌شوند» هم در رده‌بندی آلبوم مفهومی قرار می‌گیرد. فضاسازی عمیق این آلبوم توانست شهرت جهانی برای کاراک انگرن دست و پا کند.
آلبوم بعدی گروه در سال ۲۰۱۵ با نام «این افسانه نیست» منتشر شد و بار دیگر جایگاه کاراک انگرن در موسیقی متال را تثبیت کرد.این آلبوم مفهومی داستان یک دختر نه ساله و برادر دوازده ساله اش که پدر و مادری الکلی و معتاد دارند را بیان می‌کند که پدر به دخترک خود تجاوز می‌کند و دختر رؤیای فرار از این واقعیت را دارد که پس از آهنگ سوم کابوس دخترک آغاز می‌شود. در واقع این آلبوم ویرایش شدهٔ هانسل و گرتل است با این تفاوت که دختر پس از فرار از خانه با برادرش به دست دلقک و جادوگر می‌افتد که به پدر برمی گردد. پس از یک بار فرار ناموفق از چنگ پدر وقتی به دختر تجاوز شد او شاهد خودکشی مادرش بود که پس از آن حادثه با برادرش به اعماق جنگل فرار کردند و به شهری با زمین بازی قدیمی رسیدند که در آنجا دلقک را دیدند که به آن دو قول خانه ای آب نباتی و نان زنجبیلی داد و پس از فریب آن‌ها وقتی کامل در تله دلقک افتادند پسر را کشت و بعد خود را و آن جا بود که دختر جادوگر را دید که دلقک را مجبور کرده بود تا قربانی پیدا کند و بعد از آن دختر برده جادوگر شد. پس از یک برنامه‌ریزی برای فرار از کشتارگاه شیطانی جادوگر وارد جنگل شد و روح‌ها را دید که او را صدا می‌زنند تا در مرگ به آنان ملحق شود و بعد متوجه می‌شود که این رؤیا نبود
اشعار سناریو گونه این آلبوم محبوبیت کاراک انگرن را چند برابر و نظر منتقدین بسیاری را جلب کرد.پس از آن در سال ۲۰۱۷ آلبوم «رقص و خنده در سرزمین مردگان» منتشر شد. این آلبوم دربارهٔ دختری است که با احضار روح چارلی توسط تخته ویجا نیروی انتقامش را آزاد کرد و پس از آن برای نجات خود روح‌هایی دیگر را می‌خواند اما وقتی که در جعبه سیاه را در جهالت باز کرد توسط شیطان تسخیر شد.

## اعضای گروه
وکال، گیتار الکتریک: dennis droomers
کیبورد: clemens wijers
درامز: ivo wijers
کار ضبط: patrick damiani
فوتوگرافی: erik negakinu

## دیسکوگرافی
آلبوم استودیویی:
- ۲۰۰۸: بانوی سفید پوش
- ۲۰۱۰: مرگ با یک کشتی خیالی آمد
- ۲۰۱۲: جایی که اجساد برای همیشه در منجلاب غرق می‌شوند
- ۲۰۱۵: این افسانه نیست
- ۲۰۱۷:رقص و خنده در سرزمین مردگان

آلبوم چندآهنگه:
- ۲۰۰۵: نهاد پوشیده طیفی

دمو:
- ۲۰۰۴: تراژدی چیس والت

## لینک‌های خروجی
- وبگاه رسمی